# Casa abadia parroquial
Casa abadia parroquial és una obra de la Sénia (Montsià) protegida com a Bé Cultural d'Interès Local.

## Descripció
Edifici entre parets mitgeres, situat en el barri medieval de la ciutat, la façana principal dona al c/ Major i fa composició amb els edificis veïns número 5 i 7. La façana posterior s'obre sobre el cingle que dona al llit del riu Sénia. Juntament amb altres edificis, constitueixen per aquesta part una mena de muralla prolongada i natural de la capital medieval. La façana principal presenta tres eixos verticals (portes números 3, 5 i 7) amb composició regular de buits, mostrant dos pisos d'alçada amb balcons de forjats idèntics. Portes a planta baixa allindades, de carreus, de les quals es distingeix la de l'abadia, que és més baixa i amb una llinda més gran, amb inscripció. La coberta, de teula, fa una mica de volada, amb maons en forma dentada en el ràfec esglaonat.

## Història
A la llinda de la porta de la casa-abadia (nº3) hi ha gravat :"Garcia - año 1828", sembla que tot l'edifici i en especial la façana sofriren grans transformacions al segle xix. Fou propietat de la família Garcia, fins que en testament fou deixada al poble per Mn. Garcia Reverter. Passà a mans del bisbat de Tortosa. A principis del segle XX fou convent.